# Virginia Barcones
Virginia Barcones Sanz (Berlanga de Duero, 6 de junio de 1976) es una política española, miembro del Partido Socialista Obrero Español. Actualmente se desempeña como directora general de Protección Civil y Emergencias en el Ministerio del Interior.

## Biografía
Afiliada al PSOE desde 1998, es licenciada en Derecho por la Universidad Nacional de Educación a Distancia. Es funcionaria de carrera. Ha ejercido el cargo de secretaria-interventora en los ayuntamientos sorianos de Vinuesa, Molinos de Duero, Bayubas de Abajo y Bayubas de Arriba.
A nivel político ha ejercido como concejala en Berlanga de Duero, su localidad natal, y como diputada provincial entre 2007 y 2015. En las elecciones de 2015 resultó elegida como procuradora por la provincia de Soria, tomando posesión el 2 de julio de ese año y ejerciendo como viceportavoz del grupo socialista en las Cortes de Castilla y León, hasta su cese el 19 de junio de 2018 para ocupar la Delegación del Gobierno en Castilla y León.
Ejerció como delegada del Gobierno en Castilla y León entre junio de 2018 y abril de 2019, cuando fue cesada para ocupar la cabeza de lista por Soria del PSOE en las elecciones a las Cortes de Castilla y León de 2019.
En octubre de 2021, volvió a la Delegación del Gobierno en Castilla y León. En diciembre de 2023, cesó como delegada del Gobierno tras ser nombrada directora general de Protección Civil y Emergencias del Ministerio del Interior.